# رضا المريني
رضا لمريني (مواليد 15 أغسطس 1948، مراكش) كاتب وناشط جمعوي مغربي.

## مسيرتها
حصل على دبلوم مهندس دولة في نظم المعلوميات بتولوز سنة 1972، وعلى الإجازة في العلوم السياسية بالرباط سنة 1979، وشهادة الدراسات العليا في العلاقات الدولية، ودبلوم من المعهد العالي للتجارة وإدارة المقاولات سنة 1981.
بالإضافة إلى كونه رئيسا للفدرالية المغربية لدعم المقاولات الصغرى منذ سنة 1999، يترأس لمريني كذلك الفيدرالية الوطنية لجمعيات القروض الصغرى. كما أنه عضو سابق بلجنة المتابعة بوكالة التنمية الاجتماعية وعمل كمستشار خبير لدى عدد من المنظمات والمؤسسات من قبيل اللجنة الاستشارية للموافقة على المشاريع لدى مؤسسة Catholic Relief Services، ووزارة التجارة الخارجية حيث شغل منذ أبريل 2005 منصب مدير الديوان، كما عمل بوزارة الشؤون الخارجية والمجلس الوطني للتجارة الخارجية.
منذ ماي 2005، انخرط لمريني في مسلسل المبادرة الوطنية للتنمية البشرية، قبل أن يعين عضوا بلجنة التحكيم المكلفة بتوظيف مفتشي المفتشية العامة بالإدارة الترابية بوزارة الداخلية.